# شکار بوکشی

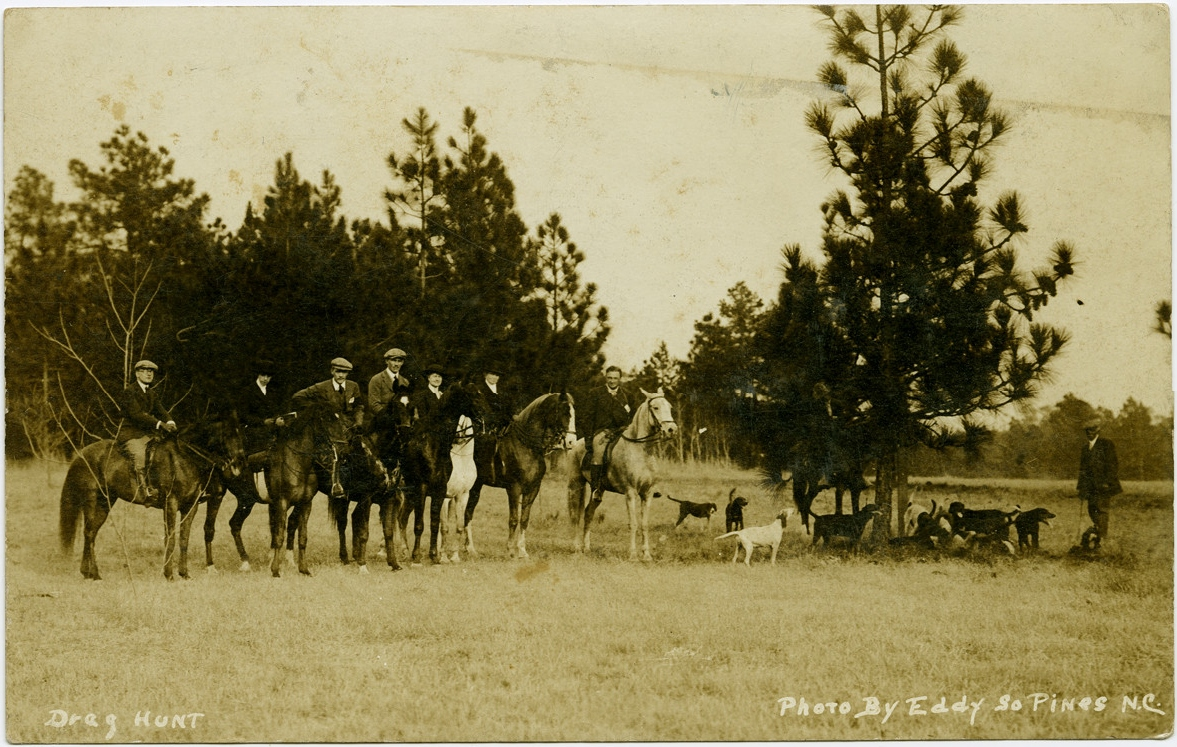
کارت پستال عکسی منتشرشده در سال ۱۹۱۶ توسط عکاس EC Eddy که یک گروه اژدهایی را در ساوتن پاینز، کارولینای شمالی نشان می‌دهد.

شکار بوکشی (به انگلیسی: Drag hunting)، نوعی ورزش سوارکاری است که در آن، سوارکاران رد بوی عطر مصنوعی را با سگ‌های شکاری شکار می‌کنند.
شکار بوکشی به روشی مشابه شکار روباه انجام می‌شود، با میدانی از سواران که دسته‌ای از روباه‌ها را دنبال می‌کنند و دنباله‌ای از یک عطر مصنوعی را شکار می‌کنند. تفاوت اصلی بین شکار روباه و شکار بوکشی این است که سگ‌های شکاری آموزش می‌بینند تا یک رد عطری فراهم‌شده توسط شخصی که مواد آغشته به بادیان یا ماده‌ای با بوی قوی دیگر را به دنبال می‌کشد، را شکار کنند.